# Baskin
Baskin es una villa ubicada en la parroquia de Franklin en el estado estadounidense de Luisiana. En el Censo de 2010 tenía una población de 254 habitantes y una densidad poblacional de 73,57 personas por km².

## Geografía
Baskin se encuentra ubicada en las coordenadas 32°15′33″N 91°44′50″O / 32.25917, -91.74722. Según la Oficina del Censo de los Estados Unidos, Baskin tiene una superficie total de 3.45 km², de la cual 3.45 km² corresponden a tierra firme y (0%) 0 km² es agua.

## Demografía
Según el censo de 2010, había 254 personas residiendo en Baskin. La densidad de población era de 73,57 hab./km². De los 254 habitantes, Baskin estaba compuesto por el 92.13% blancos, el 5.91% eran afroamericanos, el 0.39% eran amerindios, el 0% eran asiáticos, el 0% eran isleños del Pacífico, el 0% eran de otras razas y el 1.57% pertenecían a dos o más razas. Del total de la población el 0% eran hispanos o latinos de cualquier raza.